# Protocteniza britannica
Protocteniza
Genre
Espèce
Protocteniza britannica, unique représentant du genre Protocteniza, est une espèce fossile d'araignées de la famille des Arthromygalidae.

## Distribution
Cette espèce a été découverte à Coseley en Angleterre. Elle date du Carbonifère.

## Publication originale
- Petrunkevitch, 1949 : A study of Palaeozoic Arachnida. Transactions of the Connecticut Academy of Arts and Sciences, vol. 37, p. 69–315 (en).